# Ramon Vidal de Besalú
Ramon Vidal de Besalú (1196?-1252?) és un trobador que es recorda sobretot per la seva obra Rasós de trobar, el primer tractat de poètica (juntament amb el Donatz proensals d'Uc Faidit) que es coneix en una llengua romànica. Nascut a Besalú, sembla que començà professionalment com a joglar i es formà al castell de Mataplana, el qual elogia en alguns versos.
A més de l'obra esmentada, es conserven diversos fragments lírics i tres obres narratives escrites en noves rimades, és a dir, en octosíl·labs apariats, dues de les quals es poden considerar novel·letes molt similars al que en francès s'anomena «roman»: «So fo el temps c'om era gais» presenta el que se sol anomenar un «judici d'amor»; en aquest cas, dues dames indecises davant d'un cavaller busquen un altre cavaller (Huguet de Mataplana) que resolgui els seus dubtes. El seu ensenhamen «Abril issi'e mays intrava», a part dels aspectes argumentals, resulta especialment interessant, igual que l'anterior, pel fet que es parla de l'actualitat literària del seu temps i se'n fa una valoració. Finalment, Castia gilos, que es pot considerar un fabliau, transcorre a la cort d'Alfons VIII de Castella i narra la història d'un marit gelós que posa a prova la seva dona i explica com, malgrat haver resolt els dubtes que tenia, no s'assabenta de la realitat.
Encara que se solen assignar quatre composicions líriques senceres al trobador, Hugh Field, en un estudi introductori a la seva obra poètica, descarta que dos d'aquests poemes siguin seus i dubta de l'autoria del tercer, així com tampoc no creu que Castia gilos fos escrit pel trobador.
A continuació, una composició breu que tothom està d'acord que pertany al trobador. Es tracta d'una poesia de temàtica amorosa que se sol considerar una dansa, encara que té una estructura d'estrofes que no és el normal en aquest tipus de composicions. La traducció de l'occità ofereix certes dificultats, de manera que s'ha triat una de les opcions que ofereix Hugh Field, tot i que potser no és la més encertada:.
| « | I Plazens plasers, tant vos amb e·us desizir, que res no·m pot plazer ses vos, ni·m platz. II Pecar faretz, doncs, si·m voletz auzir, pus als no·m platz ne [no·]m pot abellir; qu'eu fora rics si·m dexasatz sofrir qu'eu vos pregas ans c'altre·m fazes gay. III Be·m poriatz storçre de morir sol qu'eu plagues mos fis prechs retenir, e far senblan com en pogues jauzir, e si·us volgues que altra·n volgues may. | I Plaents plaers, tant us amo i us desitjo, que res no em pot plaure sense vós, ni em plau. II Pecat fareu, doncs, si em voleu oir ja que res més no em plau ni em pot abellir; que jo fóra afortunat si em deixéssiu aconseguir que jo us fes la cort abans que una altra em fes goig. III Bé em podríeu salvar de morir sols que us plagués els meus lleials precs retenir, i mostrar com n'heu pogut gaudir i si us agradessin que a una altra no agradessin mai. | » |

## Curiositats
El professor i crític literari Antoni Comas i Pujol (1931-1981) guanyà el premi extraordinari amb la seva tesi doctoral (1956) sobre Ramon Vidal de Besalú.